# La Setrilla
La Setrilla és una muntanya de 400 metres que es troba al municipi de Castellví de la Marca, a la comarca de l'Alt Penedès.